# Damirbek Asyłbek uułu
Damirbek Asyłbek uułu (ur. 3 lutego 1981) – kirgiski zapaśnik walczący w stylu klasycznym. Zajął 22. miejsce na mistrzostwach świata w 1999. Srebrny medalista na mistrzostwach Azji w 2001. Złoty medalista na igrzyskach centralnej Azji w 1999. Mistrz Azji juniorów w 1999 roku.